# Jacob Grimmer
Jacob Grimmer (Anversa, 1525 ca. – Anversa, 1590) è stato un pittore fiammingo.

## Biografia

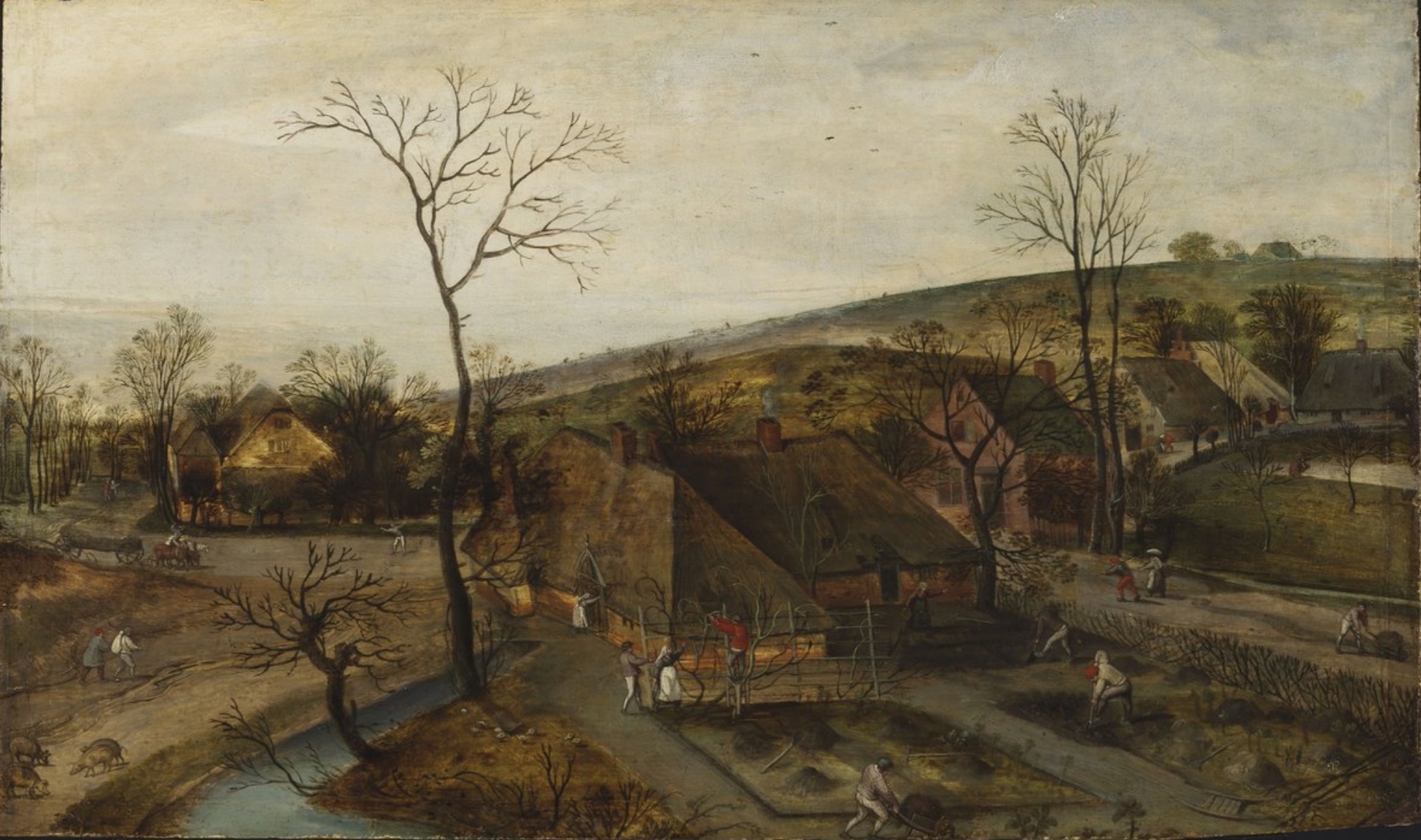
Primavera, Museo di belle arti, Budapest

Fu allievo di Gabriel Bouwens, di Matthijs Cock e di Christiaen van der Queeckborne; divenne libero maestro nel 1547. Paesaggista, seppe conciliare la semplificazione dei motivi naturali con un innato senso della realtà. I suoi soggetti, preferibilmente aneddotici, sono eseguiti con un riserbo che si estende anche al colore. Si accosta a Pieter Bruegel il Vecchio per la sincerità del linguaggio artistico, senza tuttavia riuscire a raggiungere la grandezza. Una delle sue opere principali è il Paesaggio con castello del Museo reale delle belle arti del Belgio di Bruxelles. Il dipinto, firmato Grimer, senza nome di battesimo, datato 1592, è di qualità troppo elevata per essere di mano del figlio Abel, ma la data e lo studio della firma lasciano supporre che sia stato completato da quest'ultimo dopo la morte del padre. Il dipinto, che mostra un castello circondato dalle acque, presenta d'altra parte strette analogie con la parte sinistra di una piccola Veduta della Schelda firmata Iacop Grimer, datata 1587 e conservata ad Anversa. I personaggi del dipinto di Bruxelles sono stati probabilmente eseguiti da Gillis Mostaert, che collaborò anche ad un dipinto piuttosto simile conservato al Kunsthistorisches Museum di Vienna e datato 1583.